# 澤柳政太郎
- 沢柳政太郎
- 澤柳政太郎

澤柳 政太郎（さわやなぎ まさたろう、1865年5月17日〈慶応元年4月23日〉 - 1927年〈昭和2年〉12月24日）は、近代日本の文部官僚、教育者、貴族院勅選議員。大正自由主義教育運動の中で中心的な役割を果たす。文部次官。東北帝国大学初代総長・京都帝国大学第5代総長・成城学園創立者・大正大学初代学長。子の一人に、美術史学者となった澤柳大五郎がいる。大学の自治をめぐり澤柳事件を引き起こし辞職した。

澤柳の最大の業績は成城小学校での〈教授の実験〉によって、「教育上の問題を実験的に研究して解決する」という近代教育学の方法を確立したことである。その結果、文字教育における「読み先習の法則」を発見した。また文部次官時代には小学校教育から変体仮名を廃止し、子どもたちの文字学習がスムーズに進むような改革も行った。歴史的仮名遣いも子どもたちや教員を苦しめていたため、澤柳はその廃止も行ったが、保守派の反対に遭って短期間に終わり、敗戦後の1946年の「現代仮名遣い」制定によってようやく実現した。

## 生涯
信濃国松本城下（現長野県松本市）に松本藩士・澤柳信任の長男として生まれる。1875年（明治8年）に長野県開智学校下等小学校から東京師範学校附属下等小学校（現・筑波大附属小）へ転校。その後、東京府第一中学変則科（後の府立第一中学、現・都立日比谷高校）に入学。同級には狩野亨吉、上田萬年、幸田露伴、尾崎紅葉などがいた。のち、教育令改正のため、第一中学から新制大学予備門（後の一高、現・東大教養学部）へ繰り上げ入学。帝国大学（後の東京帝国大学）文科大学哲学科を卒業し、同郷の辻新次に誘われ、1890年に文部省に入省、文部書記官となる。
また、東京専門学校（後の早稲田大学）や哲学館（後の東洋大学）で心理学や社会学を講義し、「心理学」（1890年）、「倫理学」（1891年）を出版している。
1893年大谷尋常中学校校長、1895年群馬尋常中学校校長、1897年第二高等学校校長、1898年第一高等学校校長を歴任。
1898年11月に普通学務局長として文部省に戻り、1906年2月まで約7年強の長期に渡り在職、第3次小学校令にみられる初等・中等教育の整備に尽力した。1906年（明治39年）から2年間文部次官に就任。校長職歴任中より提唱していた義務教育年限の延長を、1907年（明治40年）の小学校令一部改正により実現させ、4年から現行の6年課程に移行させた。また、同年には奈良女子高等師範学校の開設、東北帝国大学や九州帝国大学の創設を決定。旧制高等学校を増設し、旧来の藩閥の弊から脱却、全国から人材を登用する扉を開いたとされる。
この間、高等商業学校校長（校長事務取扱 1898年11月 - 1899年3月）、高等師範学校校長（1901年）等の兼任を経て、1911年（明治44年）3月24日に東北帝国大学初代総長、1913年（大正2年）5月9日に京都帝国大学総長（第5代）を歴任。
東北帝国大学では、「門戸開放」という理念のもと、1913年（大正2年）に他に先駆けて女子に帝国大学の門戸を開いた。
1913年5月に総長に就任した京都帝国大学では、教学刷新として7名の教授に総長権限で辞表を提出させたが、これがスキャンダルとなる。その7教授（医科大学1名、理工科大学5名、文科大学1名）の中には、大学（分科大学ごと）の自治（人事を含む）を唱える教育学者谷本富もいた。1914年（大正3年）春、法科大学教授会の抵抗に遭い、逆に自身が大学を追われることとなった（沢柳事件）。
その後、陸軍士官学校の予備校として名高かった成城学校（現・成城中学校・高等学校）の校長に就任。文部官僚時代の澤柳は、官尊民卑に基づく官公立学校至上主義によって私学の排斥を行っていたが、野に下ってからは積極的に私学も奨励した。同校内に新教育の実験校として、1917年（大正6年）4月4日、成城小学校を創立（成城学園の起源）し、長田新の推薦で広島から小原國芳を訓導として招聘。以来、成城学校は大正自由主義教育運動の震源地となる。澤柳自身も1898年（明治31年）にドゥ・ガンの『ペスタロッチー伝』を邦訳、1909年（明治42年）には『実際的教育学』を著すなど、新教育の指導者としての役割を担った。1916年（大正5年）以降は、帝国教育学会会長、大正大学の初代学長も務めた。
1922年（大正11年）、松方幸次郎・木下正雄と尽力して、ロンドン大学講師ハロルド・E・パーマーを日本に招聘。翌年、パーマーは文部省内に設立された英語教授研究所（現在の語学教育研究所）の理事長となった。
なお、1909年12月21日には貴族院議員に勅選され、茶話会に属し死去するまで在任した。
1926年（大正15年）4月、同月発足の太平洋問題調査会理事に就任。
1927年（昭和2年）、国際会議出席のための外遊中に悪性の猩紅熱に罹患し、帰国後の同年12月24日に死去。享年62。遺体は解剖に処され、脳は東京大学医学部に保存されている。墓所は台東区の谷中霊園。

## 成城小学校設立による教育の実験的研究
沢柳政太郎は大正9年（1920年）の「小学教育学の建設」で次のように「教育の実験的研究の必要性」を述べている。
- この学校は教育の実地的研究という使命を持って生まれたのである。
- 教育の改造を成し遂げるための実地研究をなすという目的を持って成立したものである。
- 私どもはささやかなる一私立校から、私どもの天分の許す限り、力のあらん限り努力して、必ず何ものかを小学教育の改造に寄与するつもりである。
- そこで私は全国の教育者に対して、小学教育に関し研究を要する問題にして、法規上研究の自由を得られないものを、私どもに提示せられんことを望むのである。
- 私どもの研究するところは、すなわち小学教育の改造のためであり、全国の小学校に行われることを目途として努力している。
- 我が成城小学校は、小学教育の科学的研究のためにするという目的を持って生まれたのである。私は小学教育学は成城小学校の畑に種子がまかれ、芽を出し、生育せんことを望んでいる。しかし、どこで発生して生育してもよろしい。一日も速やかに小学教育の生まれ出でて健全なる発育を遂げんことを祈っている。
- 幾多の重要な問題が横たわっている。従来の教育学はそれらの実際問題・重要問題に触れずして過ぎ去った。
- 小学教育に関する数十数百の問題は、今日のところわずか常識的解釈を下すにとどまって、未だ一つも科学的研究を経たものが無いと言って良い。

教育学者で板倉聖宣と共に仮説実験授業を提唱し、実施、研究した庄司和晃は、この澤柳の宣言について、
大正9年の論文であるが、時代がかった部分、古さびれた言はひとつもない。今なお、脈々として生き残っている活文字である。一日も早く古さびてほしいものだと思うが、そうでもないところをみると、それほどまでに（教育の）科学的研究が進んでいないということなのであろうか。
と述べている。

## 人物
- モットーは「随時随所無不楽」（随時随所楽しまざる無し）。いつどんなときでも楽しみを見いだすことはできるの意。
- 文部官僚時代、釈雲照に師事して十善戒を授けられ、仏教思想に深く傾倒していた。日常生活でも、蚤を捕らえても縁側に逃がし、蚊が頬を刺しても団扇で払うに留めるなど、不殺生戒を守り生活していた[12]。
- 文部官僚時代は官立至上主義で、自らの著書『退耕録』で私立大学出身者を罵倒したり、明治時代末期には私立大学撲滅を訴えたりと、筋金入りの「私立学校嫌ひ」（河岡潮風の評）であった[6]。にもかかわらず、成城学校校長就任以降は、私学を積極的に奨励した。
- 酒を好まず、自ら禁酒運動の先頭に立つほどであった[13]。しかし、教育のためならば融通の利く側面もあり、1895年に当時教師と学生の衝突や学生の飲酒など校風が荒れていた群馬尋常中学校の校長に就任した際は、赴任早々校長自ら運動場に酒樽を持ち出して鏡を抜き、「さあ、思う存分飲め。その代わり、明日からしっかり勉強せよ」と柄杓をすすめて学生の度肝を抜き、以後騒動を収めたという[14]。
- 食にも頓着せず、成城小学校校長時代には、購買部の列に児童と一緒に並び、パンを買って昼食を済ませるという具合だった。しかし、教育視察や国際会議出席のため外遊する際は別で、日本が欧米列強の中で地位向上に努めていた時代の中、日本の代表者として侮られることのないよう、必ず一流ホテルや最上級船室を利用するよう心掛けていた[15]。
- 「冷蔵庫の中にダイナマイトを入れているような男」と評されるほど、普段は冷静で穏やかだが、時に強い熱意や感情を表に出す人だった。文部官僚時代も、部下の失敗にも言い分を聞くのみで、滅多なことで叱責や処罰をしなかった。教科書検定に関連して、出版社の番頭が検定認可のために澤柳へ贈賄を図った際も、澤柳は「私にこんなものを持ってきても仕方ない」と静かに返した。ところが、澤柳の態度を見て、金額が少なすぎるのだと勘違いした番頭が翌日に倍の金額を包んで持参すると、即座に「馬鹿野郎！馬鹿にするな！」と包みを叩き付け、普段の態度を知る部下達を驚かせたという[16]。

## 栄典
位階

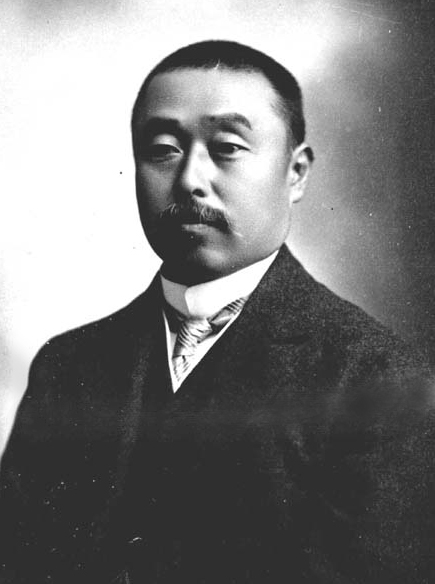
澤柳政太郎

- 1891年（明治24年）12月21日 - 正七位[17]
- 1904年（明治37年）2月10日 - 従四位[18]
- 1908年（明治41年）9月30日 - 正四位[19]

勲章等
- 1906年（明治39年）4月1日 - 勲三等瑞宝章[20]
- 1927年（昭和2年）12月24日 - 勲一等瑞宝章[21]・帝都復興記念章[22]

## 著作

### 著書
単著
- 『公私学校比較論』哲学書院、1890年4月。NDLJP:808673。
- 『仏教道徳 十善大意』哲学書院、1890年11月。NDLJP:816667。
- 『教育者の精神』冨山房、1895年3月。NDLJP:809720。
  - 多田房之輔、山下半治、沢柳政太郎『小学教師及校長・小学校教師論・教育者の精神』ゆまに書房〈明治・大正教師論文献集成 7〉、1895年3月。ISBN 9784896682908。
- 『改正小学校令ニ対スル批評ヲ論ス』帝国教育会、1900年11月。NDLJP:797232。
- 『国定教科書に関する沢柳普通学務局長の演説』文部省、1905年1月。NDLJP:808688。
- 『教師論』同文館、1905年10月。NDLJP:809740。
- 『時代と教育』同文館、1905年11月。NDLJP:808750。
- 『教師論』東亜公司、1906年5月。NDLJP:809741。
- 『教師及校長論』同文館、1908年11月。NDLJP:809730。
- 『学修法』同文館、1908年12月。NDLJP:813442。
  - 『学修法』（改版13版）同文館、1910年4月。NDLJP:1083511。
  - 『学修法』同文館、1911年12月。NDLJP:1085376。
- 『実際的教育学』同文館、1909年2月。NDLJP:808770。
  - 滑川道夫・中内敏夫編 編『実際的教育学』明治図書出版〈世界教育学選集 22〉、1962年6月。NDLJP:3039055。
  - 篠原助市、沢柳政太郎 著、梅根悟責任編集 編『批判的教育学の問題・実際的教育学』明治図書出版〈世界教育学名著選 22〉、1973年9月。
  - 『文献選集教育と保護の心理学 明治大正期 第4巻』大泉溥監修、クレス出版、1996年9月。
- 『退耕録』丙午出版社、1909年4月。NDLJP:898549。
  - 『退耕録』（再版）丙午出版社、1909年4月。NDLJP:1087684。
- 『中学修身書備考』同文館、1909年12月。NDLJP:1881885。
  - 『修訂中学修身書備考』同文館、1912年2月。NDLJP:757746。
- 『我国の教育』同文館、1910年1月。NDLJP:809348。
- 『孝道』 上巻、冨山房、1910年11月。NDLJP:755354。
- 『孝道』 下巻、冨山房、1910年11月。NDLJP:755355。
  - 『孝道』 上巻（縮刷版）、冨山房、1918年12月。NDLJP:908941。
  - 『孝道』 下巻（縮刷版）、冨山房、1918年12月。NDLJP:908942。
- 『女子修身訓備考』同文館、1911年2月。NDLJP:757131。
  - 『修訂女子修身訓備考』同文館、1913年3月。NDLJP:941369。
- 『実業修身訓備考』同文館、1911年3月。NDLJP:755658。
- 『学生訓』二松堂書店、1912年11月。NDLJP:937388。
- 『随感随想』冨山房、1915年5月。NDLJP:954822。
- 『野心論』実業之日本社、1915年9月。NDLJP:954927。
- 『実用法制経済教科書』大日本図書、1915年12月。NDLJP:942365。
  - 『野心論』（修訂5版）実業之日本社、1916年1月。NDLJP:954928。
- 『前途の望』広文堂書店、1916年3月。NDLJP:955084。
- 『実用法制経済教科書』大日本図書、1916年10月。NDLJP:985632。
- 飯塚哲英編 編『これからの人間』日本書院、1918年1月。NDLJP:1910293。
- 『亜細亜主義』大鐙閣〈国民思想涵養叢書 第1編〉、1919年9月。NDLJP:962589。
- 『思想の動揺に就て』中央報徳会、1920年1月。NDLJP:958588。
- 『禁酒問題』日本国民禁酒同盟本部〈テンペランス・トラクト 第2編〉、1921年6月。NDLJP:962361。
- 『ペスタロッチ』帝国教育会出版部、1926年11月。NDLJP:1088127。
- 『現代教育の警鐘』民友社、1927年6月。NDLJP:1075754。
- 『禁酒読本』丙午出版社、1928年4月。NDLJP:1447016。
- 『禁酒読本』日本基督教婦人矯風会少年禁酒軍、1931年3月。NDLJP:1458843。
- 『沢柳政太郎遺稿』冨山房、1931年3月。NDLJP:1465010。
- 『教育読本』第一書房、1937年11月。NDLJP:1072710。
- 『孝道』冨山房、1941年8月。NDLJP:1900507。
- 『沢柳政太郎先生教育論抄 生誕百年を記念して』成城学園、1964年11月。
  - 『教育論抄』（新訂増補版）成城学園、1987年5月。
  - 『教育論抄』（新装版）新潮社図書編集室、2015年6月。ISBN 9784109100465。

編集
- 『読書法』哲学書院、1892年5月。NDLJP:897145。
  - 『読書法』（訂正5版）宝永館、1900年10月。NDLJP:897146。
  - 『近代「読書論」名著選集 第1巻』出口一雄監修、ゆまに書房、1994年4月。ISBN 9784896687835。
- 『太平洋の諸問題』太平洋問題調査会、1926年7月。NDLJP:1017974。

翻訳
- 『仏遺教経』哲学書院、1891年2月。NDLJP:818169。
- フランシス・リーバー『政治道徳学』 上巻、東京専門学校出版部〈早稲田叢書〉、1902年5月。NDLJP:783334。
- フランシス・リーバー『政治道徳学』 下巻、東京専門学校出版部〈早稲田叢書〉、1902年5月。NDLJP:783335。

共著
- 沢柳政太郎、三石賤夫『普通心理学』冨山房、1894年12月。NDLJP:759838。
- 沢柳政太郎、田中末広、長田新『児童語彙の研究』同文館、1919年5月。NDLJP:937842。
  - 『近代国語教育論大系 別巻2』光村図書出版、1987年12月。ISBN 9784895280808。
  - 『文献選集教育と保護の心理学 明治大正期 第8巻』大泉溥監修、クレス出版、1987年12月。ISBN 9784877330217。
- 沢柳政太郎、衣斐釮吉『日華共存論』日華共存論発行所、1919年12月。NDLJP:958064。
- 『尋常小学国語読本の批評』同文館、1920年6月。NDLJP:937845。
- 三宅雄二郎、沢柳政太郎『露西亜承認論』東方時論社・政教社、1923年5月。NDLJP:965640。

共編
- 沢柳政太郎・本田信教編 編『心理学』文学社、1890年9月。NDLJP:759702。
- 沢柳政太郎・本田信教編 編『倫理書』文学社、1891年8月。NDLJP:758621。
- 沢柳政太郎・広沢定中編 編『ペスタロッチ』金港堂、1897年1月。NDLJP:782446。
- 沢柳政太郎・岩垂憲徳編 編『修訂中等漢文備考』同文館、1913年4月。NDLJP:910684。

共訳
- ヘルマン・ケルン 著、沢柳政太郎・立花銑三郎 訳『格氏普通教育学』冨山房、1892年12月。NDLJP:809232。
  - ヘルマン・ケルン 著、沢柳政太郎・立花銑三郎 訳『格氏普通教育学』（訂正再版）冨山房、1893年4月。NDLJP:1083265。
  - ヘルマン・ケルン 著、沢柳政太郎・立花銑三郎 訳『格氏普通教育学』（訂正増補3版）冨山房、1893年11月。NDLJP:1083267。
  - ヘルマン・ケルン 著、沢柳政太郎・立花銑三郎 訳『格氏普通教育学』（訂正増補4版）冨山房、1895年8月。NDLJP:1083268。
  - 仲新・稲垣忠彦・佐藤秀夫編 編『近代日本教科書教授法資料集成 第3巻』東京書籍、1982年9月。
- ヘルマン・ケルン 著、沢柳政太郎・立花銑三郎 訳『格氏特殊教育学』冨山房、1893年9月。NDLJP:809055。

選集
- 『沢柳政太郎選集』 第1（教師及校長論）、第一書房。NDLJP:1071687。
- 『沢柳政太郎選集』 第2（実際的教育学）、第一書房。NDLJP:1071686。
- 『沢柳政太郎選集』 第3（学修法及前途の望）、第一書房。NDLJP:1071685。
- 『沢柳政太郎選集』 第4（我が国の教育）、第一書房。NDLJP:1071684。
- 『沢柳政太郎選集』 第5（退耕録及随感随想）、第一書房。NDLJP:1071683。
- 『沢柳政太郎選集』 第6（東亜の問題と欧米の教育）、第一書房。NDLJP:1071682。

全集（澤柳全集刊行会、1925-1926）
- 『澤柳全集』 第1巻、澤柳全集刊行会、1925年5月。NDLJP:978984。

収録：実際的教育学, 教育学批判, 我が国の教育
- 『澤柳全集』 第2巻、澤柳全集刊行会、1925年7月。NDLJP:978985。

収録：教師及び校長論, 時代と教育, 退耕録, 随感随想
- 『澤柳全集』 第3巻、澤柳全集刊行会、1925年9月。NDLJP:978986。

収録：孝道
- 『澤柳全集』 第4巻、澤柳全集刊行会、1925年11月。NDLJP:978987。

収録：ペスタロッチ, 教育者の精神, 公私学校比較論, 仏教道徳 十善大意, 心理学, 普通心理学, 心理学講義, 倫理学, 読書法, 学修法, 前途の望
- 『澤柳全集』 第5巻、澤柳全集刊行会、1925年12月。NDLJP:978988。

収録：普通教育学, 特殊教育学, 政治道徳学
- 『澤柳全集』 第6巻、澤柳全集刊行会、1926年2月。NDLJP:978989。

収録：論文選集, 澤柳博士年譜
全集（国土社、1975-1980）
- 『実際的教育学』国土社〈澤柳政太郎全集 1〉、1975年5月。

収録：実際的教育学, 教育学批判, 教育学論稿
- 『修養と教育』国土社〈澤柳政太郎全集 2〉、1977年10月。

収録：読書法, 学修法, 論稿
- 『国家と教育』国土社〈澤柳政太郎全集 3〉、1978年7月。

収録：公私学校比較論, 論稿
- 『初等教育の改造』国土社〈澤柳政太郎全集 4〉、1979年2月。

収録：論稿
- 『道徳の本質と人生』国土社〈澤柳政太郎全集 5〉、1976年3月。

収録：倫理書, 中学修身書, 孝道, 道徳論稿
- 『教師と教師像』国土社〈澤柳政太郎全集 6〉、1977年5月。

収録：教育者の精神, 教師及校長論, 論稿
- 『宗教と教育』国土社〈澤柳政太郎全集 7〉、1975年10月。

収録：仏教道徳十善大意, 前途の望, 宗教論稿
- 『世界の中の日本の教育 1』国土社〈澤柳政太郎全集 8〉、1976年9月。

収録：我国の教育, 論稿
- 『世界の中の日本の教育 2』国土社〈澤柳政太郎全集 9〉、1977年2月。

収録：時代と教育, 論稿
- 『随想・書簡・年譜・索引』国土社〈澤柳政太郎全集 10〉、1980年3月。

収録：随想, 書簡, 澤柳政太郎略年譜, 澤柳政太郎著作目録
- 『澤柳政太郎研究』国土社〈澤柳政太郎全集 別巻〉、1979年5月。

収録：評伝篇, 研究篇, 沢柳政太郎研究書誌目録, 『沢柳政太郎研究』目録

### 論文
- 「明治時代の建築としての議院建築」『建築雑誌』第289号、日本建築学会、1911年1月、9-15頁、NAID 110003810154。
- 「日本人の思考について」『心理研究』第10巻第55号、日本心理学会、1916年7月、1-13頁、NAID 130001726395。

## 関連文献
- 『教育問題研究』第61号（沢柳政太郎記念号）、文化書房、1925年4月
  - 成城学園教育研究所編 『復刻版 教育問題研究 第17巻』 龍溪書舎、1989年9月
- 「沢柳博士の人と事業」（三浦藤作編著 『教育界人物管見』 秀山堂文庫、1926年12月）
  - 三浦藤作編著 『教育史料雑考』 柏葉社、1932年5月合本綴 ／ 大空社〈日本教育史基本文献・史料叢書〉、1994年6月、 ISBN 487236628X
- 大日本学術協会編修 『日本現代教育学大系 第十巻 沢柳政太郎氏教育学 森岡常蔵氏教育学 倉橋惣三氏教育学 千葉命吉氏教育学』 モナス、1928年2月 ／ 日本図書センター、1989年11月、ISBN 482058474X
- 『帝国教育』第546号（沢柳会長を悼む）、帝国教育会、1928年2月
  - 三浦藤作著 『沢柳先生のこと』 秀山堂文庫、1928年3月
  - 前掲 『教育史料雑考』
- 『全人』第19号（沢柳先生記念号）、イデア書院、1928年2月
  - 成城学園教育研究所編 『復刻版 教育問題研究 第34巻』 龍溪書舎、1990年5月
- 『Rōmaji』第23巻第2号（Sawayanagi Hakushi Kinengō）、ローマ字ひろめ会、1928年2月
- 『禁酒之日本』第99号（沢柳政太郎先生追悼号）、日本国民禁酒同盟、1928年2月
- 『教育問題研究』第96号（沢柳校長追悼号）、文化書房、1928年3月
  - 成城学園教育研究所編 『復刻版 教育問題研究 第28巻』 龍溪書舎、1989年9月
- 『学苑』第21号（沢柳博士追悼号）、学苑社、1928年3月
- 『帝国教育』第548号（沢柳博士追弔記念号）、帝国教育会、1928年4月
- 沢柳礼次郎著 『吾父沢柳政太郎』 冨山房、1937年10月 ／ 大空社〈伝記叢書〉、1987年9月
- 小原国芳、小林健三共著 『沢柳教育 : その生涯と思想』 玉川大学出版部、1961年12月初版 ／ 1963年4月改訂二版
- 『沢柳研究』創刊号-第19号、成城学園沢柳研究会、1971年6月-1973年8月 ／ 『沢柳政太郎研究』第20号-第38号、成城学園沢柳研究会、1973年8月-1978年3月
- 新田貴代著 『澤柳政太郎 : その生涯と業績』 成城学園澤柳研究会〈澤柳研究双書〉、1971年6月
- 鈴木美南子編著 『澤柳政太郎の仏教・宗教論』 成城学園澤柳研究会〈澤柳研究双書〉、1974年3月
- 成城学園澤柳政太郎全集刊行会編 『澤柳政太郎全集 別巻 澤柳政太郎研究』 国土社、1979年5月
- 庄司和晃著 『沢柳政太郎と成城教育』 成城学園澤柳研究会〈澤柳研究双書〉、1974年8月
- 北村和夫著 『大正期成城小学校における学校改造の理念と実践』 成城学園澤柳研究会〈澤柳研究双書〉、1977年11月
- 成城学園教育研究所編 『成城学園教育研究所研究年報 別巻 澤柳政太郎私家文書目録』 成城学園教育研究所、2002年3月
- 新田義之著 『澤柳政太郎 : 随時随所楽シマザルナシ』 ミネルヴァ書房〈ミネルヴァ日本評伝選〉、2006年7月、ISBN 4623046591
- 今田述著 『ダルトンの谺 : 近代教育の先覚・澤柳政太郎の生涯』 文芸社、2012年11月、ISBN 9784286129068
- 新田義之著 『澤柳政太郎：その生涯と思想』 本の泉社、2014年4月、ISBN 9784780711523
- 小野健司「沢柳政太郎(1865-1927)の伝記(1)仮説実験的な教育研究の先駆者」『四国大学紀要.Ser.A 人文・社会科学編』第19巻、2003a、93-116頁。国立国会図書館
- 小野健司「沢柳政太郎(1865-1927)の伝記(2)仮説実験的な教育研究の先駆者」『四国大学紀要.Ser.A 人文・社会科学編』第20巻、2003b、111-132頁。国立国会図書館
- 庄司和晃「民主々義と教育研究」『科学教育研究双書 仮説実験授業』、国土社、1965年、411-414頁。